# Hal Jordan
Hal Jordan, một Green Lantern, là nhân vật siêu anh hùng hư cấu xuất hiện trong truyện tranh của Mỹ được công bố bởi DC Comics. Nhân vật được tạo ra vào năm 1959 bởi nhà văn John Broome và nghệ sĩ Gil Kane, lần đầu tiên xuất hiện trong Showcase #22 (tháng 10 năm 1959). Hal Jordan là sự tái tạo của nhân vật Green Lantern trước đó, Alan Scott, nhân vật truyện tranh xuất hiện vào những năm 1940.
Hal Jordan là thành viên của lực lượng bảo vệ sự cân bằng an ninh của các thiên hà gọi là Green Lantern Corps. Anh chiến đấu khắp vũ trụ nhờ vào sức mạnh được cung cấp từ chiếc nhẫn.
Hal Jordan xếp hạng 7 trên IGN trong Top 100 anh hùng truyện tranh năm 2011.